# Rebelión de Thomas Wyatt

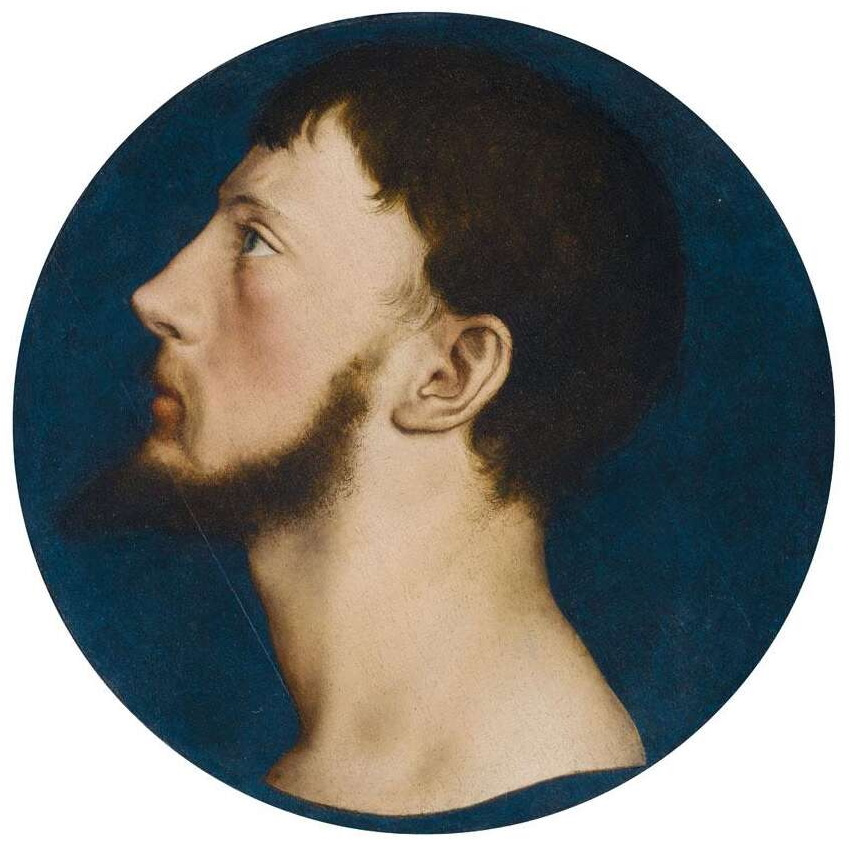
Retrato de Thomas Wyatt el Joven por Hans Holbein el Joven, circa 1540-42.

La rebelión de Thomas Wyatt fue un levantamiento popular ocurrido en Inglaterra en 1554, llamado así por Thomas Wyatt el Joven, que fue uno de sus líderes. La rebelión surgió a causa de la preocupación popular por la decisión que había tomado la reina María I de casarse con Felipe de España, que demostró ser una determinación muy impopular entre los ingleses. El derrocamiento de la reina María estaba implícito en la rebelión, aunque no estaba expresamente establecido como meta.

## Motivos
La razón exacta del levantamiento ha sido objeto de mucho debate. Muchos historiadores, como D. M. Loades, consideran que la rebelión fue principalmente motivada por consideraciones políticas, así como religiosas y, en particular, el deseo de impedir el impopular matrimonio de la reina María con el príncipe Felipe de España. Los rebeldes explicaron que el motivo de la rebelión «fue para impedir ser gobernados por parte de extraños». Sin embargo, todos los líderes rebeldes eran protestantes comprometidos.

## Planes iniciales
Había cuatro líderes rebeldes principales: Sir Thomas Wyatt, que era dueño de grandes extensiones de tierra en Kent y tenía gran influencia allí; Sir James Croft, que provenía de una influyente familia de Herefordshire; Sir Peter Carew, que era parlamentario por Devon; y Henry Grey, 1.er duque de Suffolk, que tenía su base en Leicestershire. Entre los rebeldes también se encontraban Sir Henry Isley, Lord John Grey de Wilton, Lord Thomas Grey (hermano de Henry), Sir William Thomas (Secretario del Consejo Privado), Sir Nicholas Throckmorton, John Harington, 1.er barón Harington de Exton, Sir James Croft, Sir Nicholas Arnold y Sir William St. Loe. Cada uno de los cuatro líderes iniciaría rebeliones en uno de los cuatro condados y juntos convergerían en Londres. A continuación, sustituirían a María por su media hermana Isabel, que luego se casaría con Edward Courtenay conde de Devon. Mientras tanto, una flota de barcos franceses impediría que Felipe de España llegara a Inglaterra.
La implementación de estos planes fue impedida cuando Simon Renard, embajador imperial en Inglaterra, sospechó una conspiración e informó al Lord Canciller, Stephen Gardiner, quien interrogó a Courtenay y este reveló que había planes para una rebelión. Dándose cuenta de que en esas circunstancias una rebelión no era segura, Croft se dio por vencido. Grey fue más decidido, pero solo logró reunir una fuerza de 140 rebeldes, muchos de los cuales eran sus propios hombres, por lo que se negó a entrar a Coventry y se entregó. Fue juzgado y ejecutado, al igual que Lord Guilford Dudley y Lady Jane Grey, ninguno de los cuales participaron en el levantamiento.
Carew trató de dar apoyo a la sublevación en Devon, pero los nobles protestantes se mostraron poco dispuestos a cometer traición y los habitantes del condado eran campesinos mayoritariamente católicos. Además, había desempeñado allí un papel importante en el rápido aplastamiento de la rebelión del Libro de Oración. Carew huyó a Normandía, pero fue detenido poco después. En ese momento, los barcos franceses se vieron incapaces de mantener su posición y regresaron a Francia.
Solamente Wyatt logró reunir una fuerza importante. El 22 de enero de 1554 convocó en una reunión a sus amigos en su castillo de Allington (actual Maidstone) y el 25 de enero fue la fecha fijada para el levantamiento.

## La rebelión

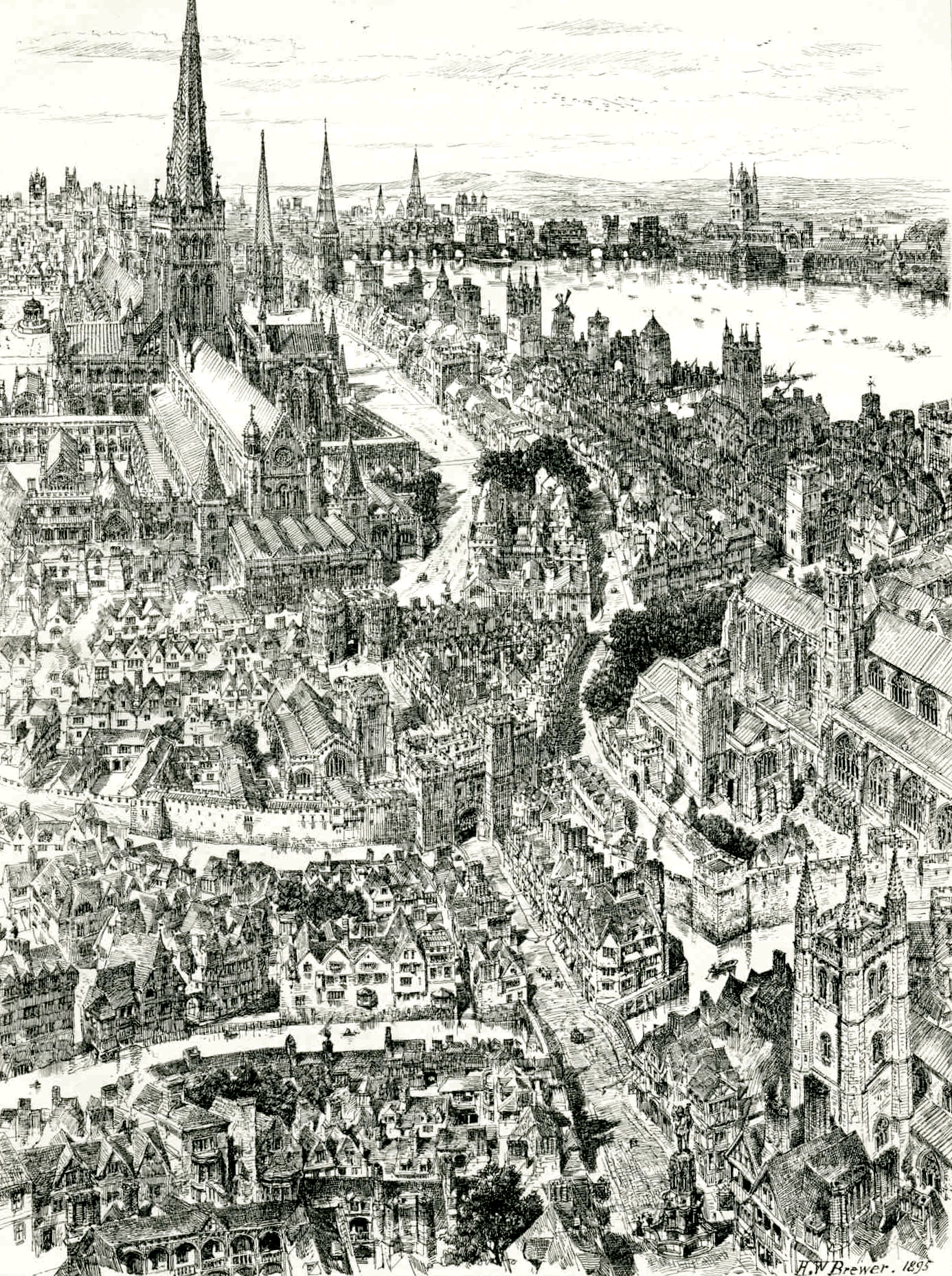
Representación de Londres en el (1895).

El 26 de enero, Wyatt ocupó Rochester y lanzó una proclama al condado. Al principio, los partidarios de la reina dirigidos por Lord Abergavenny y Sir Robert Southwell, el sheriff de Kent, parecían ser capaces de suprimir la rebelión con facilidad. Pero el posible matrimonio con el príncipe español era muy impopular y Kent se vio más afectado por el discurso de los reformadores que la mayoría de los distritos rurales de Inglaterra. Abergavenny y Southwell fueron abandonados por sus hombres, unos porque huyeron y otros porque se acercaron a Wyatt. Ahora tenía 3.000 hombres bajo su mando. Un destacamento fue enviado desde Londres para contrarrestarlo bajo el mando del duque de Norfolk. Pero también se unió a los rebeldes, elevando su número a 4.000, mientras que el duque huyó a Londres.
La rebelión parecía entonces tan formidable que la reina y el Consejo enviaron una delegación a entrevistarse con Wyatt para conocer sus condiciones. Exigió que se le entregara la torre de Londres y que la reina fuera puesta a su cargo. La insolencia de estas demandas causó que la población londinense, inicialmente a favor de Wyatt, se volviera en su contra y María pudo reunir el capital necesario para su causa el 1 de febrero, mediante un encendido discurso en el Guildhall.
El ejército de Wyatt llegó a Southwark el 3 de febrero. Los partidarios de María ocuparon el puente de Londres y los rebeldes no pudieron penetrar en la ciudad. Wyatt fue expulsado de Southwark por las amenazas de Sir John Bridges y Lord Chandos, que estaban dispuestos a disparar contra el barrio con los cañones de la Torre. Negándose a rendirse, los rebeldes marcharon hacia Kingston. El puente fue destruido, pero los rebeldes lo repararon y lo cruzaron. Encontraron poca resistencia mientras marchaban por las afueras de Londres, pero fueron detenidos por los habitantes de Ludgate. Entonces el ejército rebelde se dispersó.

## Repercusiones
Wyatt se rindió y fue juzgado y ejecutado, junto con unos 90 rebeldes. Courtenay fue exiliado. Isabel fue intensamente interrogada y estuvo en peligro de ser ejecutada, pero logró salvarse por sus respuestas evasivas e inteligentes, en las que mantuvo que no tenía conocimiento del levantamiento. Este detalle ha sido puesto en duda por los estudiosos modernos. Isabel permaneció en prisión como medida de precaución. La rebelión resultó desastrosa para la familia Wyatt, ya que perdió su título y las tierras, incluyendo la casa de la familia, el castillo de Allington. Sin embargo, cuando Isabel, que era protestante y pariente lejana de la familia de Wyatt, ascendió al trono el 17 de noviembre de 1558, restauró los títulos de la familia y les devolvió las tierras.